# Juan Eduardo Fehrman
Juan Eduardo Fehrman Zúñiga (Valparaíso 1845-Valparaíso, 5 de febrero de 1902) fue un arquitecto, artista y literato chileno de fines del siglo XIX. Entre los edificios que proyectó destacan el desaparecido Teatro Victoria de Valparaíso, el Palacio Edwards, también conocido como Palacio Club de Septiembre (actual Academia Diplomática, en Santiago) y el Palacio Ross (actual Club Alemán de Valparaíso).

## Primeros años y estudios
Nacido en Valparaíso en 1845, hijo del alemán don Jorge Fehrman, natural de Bremen, comerciante establecido en Santiago desde 1832, radicado poco después en Valparaíso, donde fue cónsul de Prusia y de la chilena doña Trinidad Zúñiga Echaiz. Casado en Valparaíso en 1869 con Adela Martínez Prado (Vallenar 1850 - Santiago 18 de diciembre de 1905), hija de don Ramón Martínez y de doña Adelaida Prado.
En sus primeros años fue enviado a Alemania, donde cursó posteriormente estudios de arquitectura e ingeniería en la Universidad de Hannover. El amor por la patria le hizo rehusar brillantes ofertas de colocación y trabajos en Alemania, retornando a Chile en 1868, para establecerse en Valparaíso.

## Carrera profesional
Su labor como arquitecto fue destacada y reconocida, con grandes aportes a la transformación del Valparaíso de antes del terremoto de 1906.

### Obras
- Iglesia de los Doce Apóstoles, (1869), Valparaíso, en avenida Argentina con calle Juana Ross, (junto a Teodoro Burchard y Fermín Vivaceta), (remodelada en 1985)
- Iglesia de los Sagrados Corazones, (1870), Valparaíso, en calle Independencia, (junto la Lucien Hénault y Arturo Meakins)[2]
- Banco de Valparaíso (Banco de Chile), (1882), Valparaíso[2]
- Teatro Victoria, (1883), Valparaíso, ganado por concurso,[1] en actual Plaza Simón Bolívar, frente a la Plaza Victoria, (desaparecido en el terremoto de 1906)
- Teatro de Concepción, (1885), Concepción, calles Barros Arana con Orompello, (dañado en terremoto de 1960, incendiado en 1973, demolido en 1976)[3][4][5]
- Palacio Cousiño del Lota (primera versión), (1885), iniciado por Fehrman, finalizado por el arquitecto francés Abel Guérinau (demolido)[3]
- Monumento a los Héroes de Iquique, (1886), Valparaíso, en Plaza Sotomayor, junto al arquitecto francés Norbert Maillart
- Palacio de la Hacienda Quilpué, (1886), San Felipe, a petición de Juana Ross de Edwards, (dañado en terremoto de 1985, demolido)
- Banco Comercial, Valparaíso[2]
- Iglesia de la Merced (quinta versión), (1887), Valparaíso, en calle Victoria (dañada en terremoto de 1906, reconstruida en 1946, demolida en 1987)
- Palacio Edwards (Palacio Club de Septiembre), (1888), Santiago, en calles Catedral con Morandé
- Palacio Edwards, (1872),[6] Valparaíso, frente a Plaza Victoria (demolido por daños del terremoto 1906)
- Palacio Ross (atribuido), (1888), Valparaíso, para Juana Ross de Edwards, en avenida Brasil, (ampliado en 1929 hacia calle Bellavista por arquitectos Anwandter)[7][8]
- mansión del médico alemán Oswald Aichel (después Club Alemán y Conservador de Bienes Raíces), Concepción, en calles O'Higgins con Lincoyán[3]
- Edificio de la casa Gleisner (primera versión), (por 1890), Concepción, (destruido por voraz incendio)[3]
- Castillo Sofita y la Quinta Sofía, (por 1895), en avenida Pedro de Valdivia, Concepción, (destruidos por terremoto de 1939)[3]

### Galería

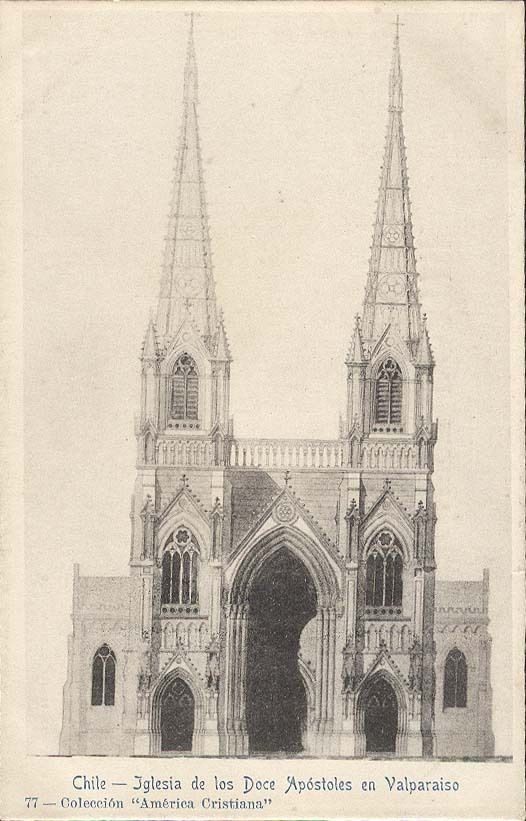
Iglesia de los Doce Apóstoles (Valparaíso, 1869)
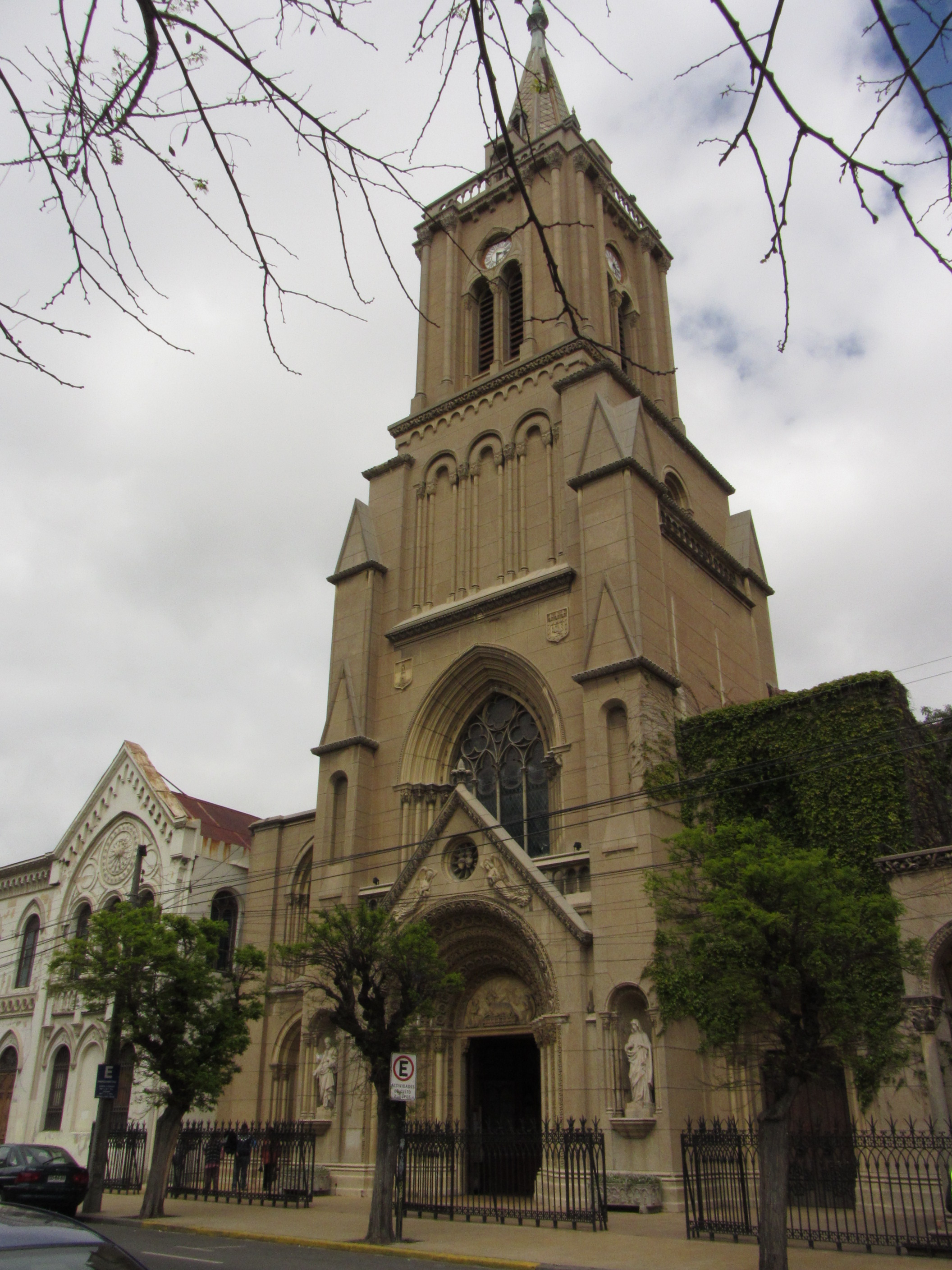
Iglesia de los Sagrados Corazones  de Valparaíso (Valparaíso, 1870)
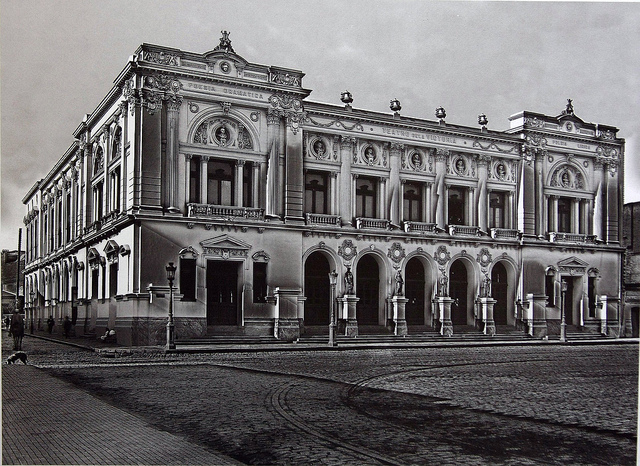
Teatro Victoria en Valparaíso, destruido por el terremoto de 1906 (Valparaíso, 1983)
Antiguo teatro de Concepción (Concepción, 1890)
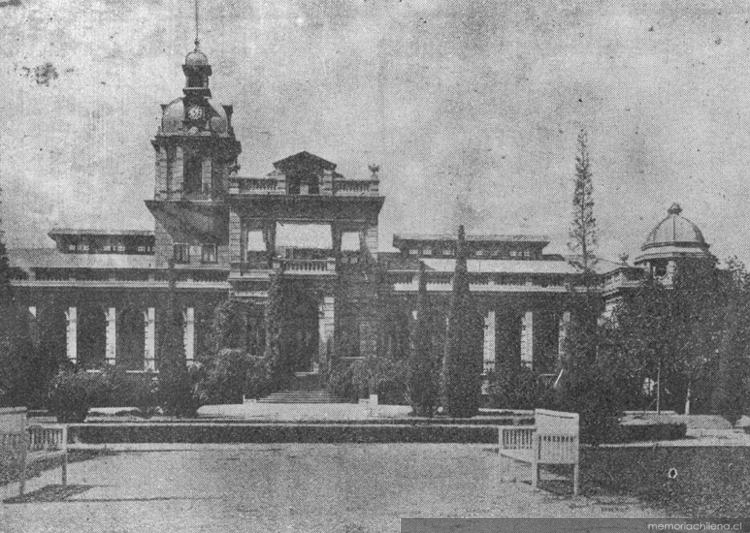
Palacio Hacienda Quilpué (Quilpué, 1886)
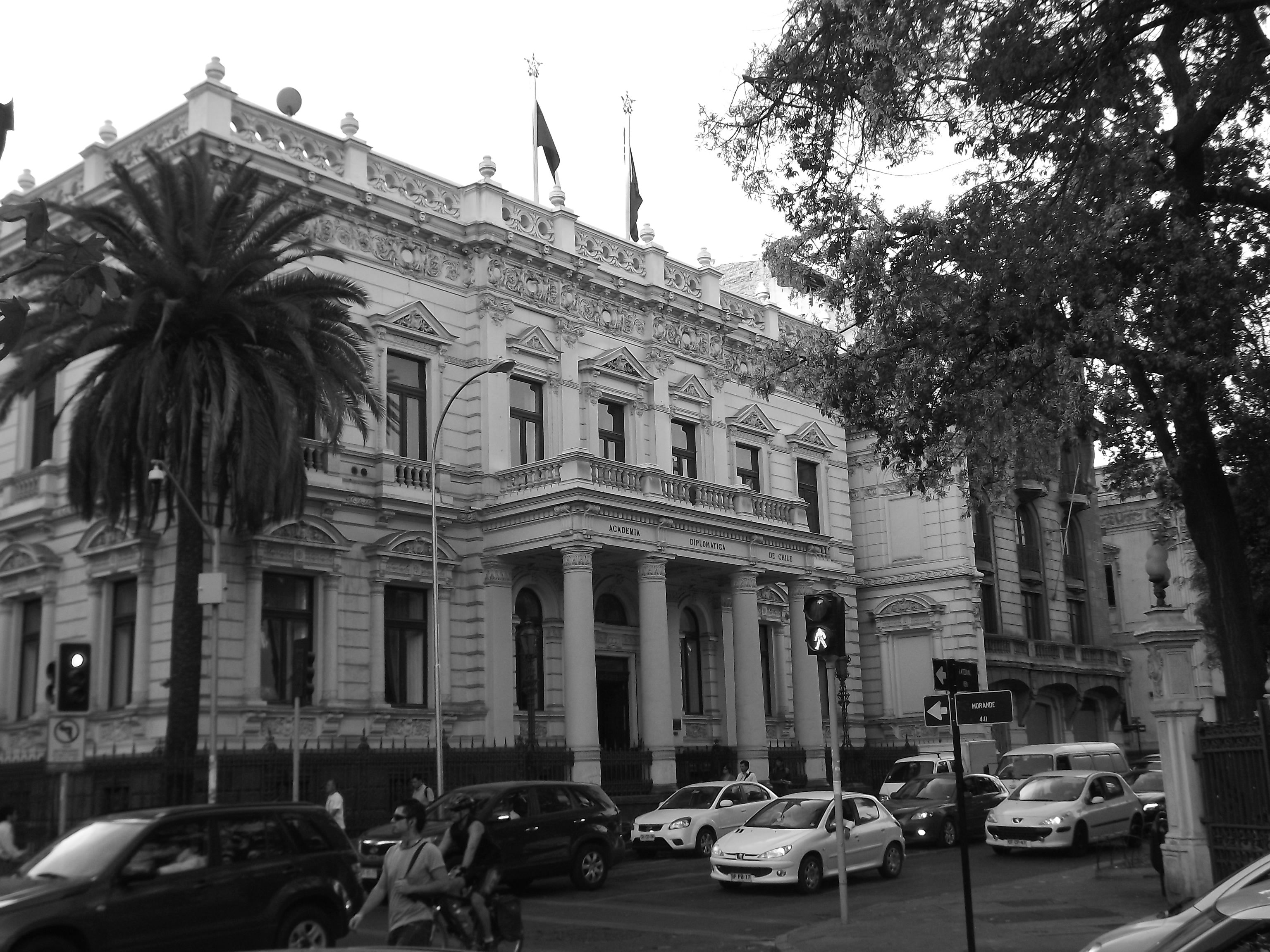
Palacio Edwards (Palacio Club de Septiembre) (Santiago, 1888)
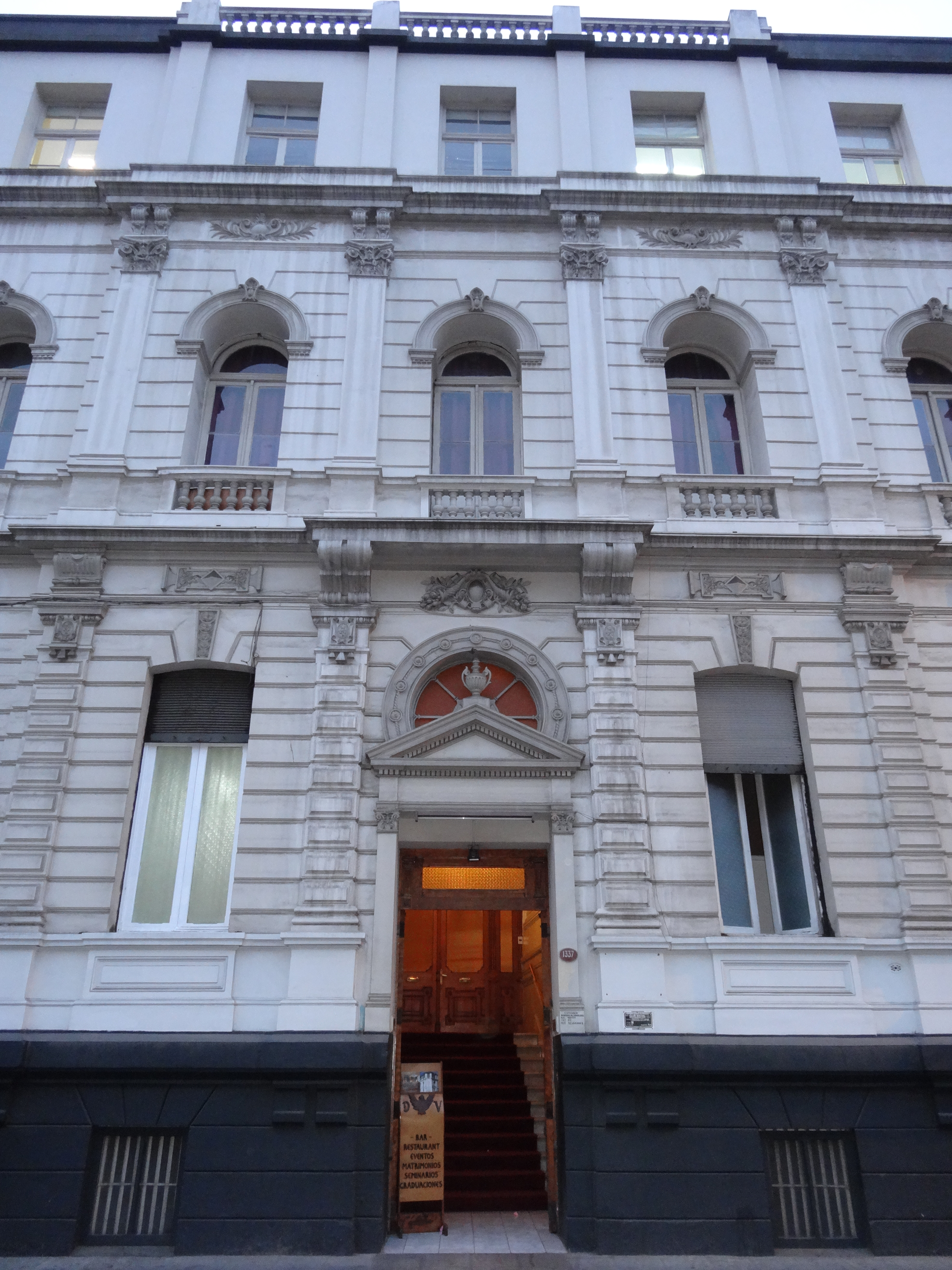
Palacio Ross (Valparaíso, 1888)

## Artista y literato
Manejó con notable maestría el buril y el pincel. En escultura produjo admirables bustos, ornamentaciones y relieves, y en pintura sus cuadros han llamado siempre la atención. Como literato sus obras principales, son en novelas: Un primer amor, El último amor, para el teatro: Un drama social, drama en tres actos, y La tragedia de Alcañiz, en uno, y escribió también 
un gran número de poesías; e todas sus obras lilerarias se ve un reflejo de los grandes maestros alemanes. Fue también un músico distinguido.